# Croquis étrusques
Croquis étrusques (ou Promenades étrusques ; en anglais Sketches of Etruscan Places ou Etruscan Places) est le titre d'un ouvrage posthume de D. H. Lawrence, publié en 1932.
Il décrit les diverses impressions d'un voyage en Italie du Nord, au printemps 1927, sur d'anciens sites étrusques. Le livre donne notamment l'occasion de comparer leur mode de vie idéalisé à celui de l'Italie mussolinienne des années 1920.
Lawrence entreprend en avril 1927 un voyage en compagnie de Earl Brewster au cours duquel il visite le musée de la Villa Giulia à Rome, Cerveteri, Corneto, la côte de la Maremme, Volterra. Bien que les essais qu'il rédige ensuite soient inachevés, Lawrence en fait paraître diverses parties en revue (Travel, World Today), en 1927 et 1928. Un second voyage devait le conduire à Orvieto et Chiusi mais n'a jamais été accompli.

## Le point de vue de l'étruscologie
Etruscan Places est, avec les romans Those Barren Leaves et Point Counter Point de Aldous Huxley, représentatif dans la littérature européenne des œuvres du début du xxe siècle qui mettent en avant un aspect lumineux de la civilisation étrusque, en opposition avec une autre tendance insistant sur le côté sombre de cette civilisation, représentée par D'Annunzio et Malaparte. Lawrence y développe une vision personnelle de la « vitalité étrusque » en contradiction avec le puritanisme de son époque, mais aussi sans rapport avec la science sur les Étrusques. Ces derniers sont intégrés à sa philosophie pansexualiste, éléments d'un mythe déformant les données scientifiques : 

« La matrice du monde qui engendra toutes les créatures. La matrice, l'arx, dernier refuge de la vie. La matrice, l'arche d'alliance où réside le mystère de la vie éternelle, la manne des mystères. La voici placée à l'entrée des tombeaux de Cerveteri. »

La première traduction en français d'Etruscan Places paraît en 1949, la même année que la traduction d'un ouvrage de M. Pallottino, La Civilisation étrusque. C'est la vision lawrencienne qui s'impose auprès du grand public davantage que celle de Pallottino.

## Éditions
- 1932, chez Martin Secker à Londres, deux ans après la mort de Lawrence, illustré de photographies en noir et blanc.
- Promenades étrusques, trad. Thérèse Aubray, Gallimard, 1949[7].
- D. H. Lawrence, Sketches of Etruscan Places and Other Italian Essays, Cambridge University Press, 1992. Édition critique du texte, établie par Simonetta de Filippis. [extraits en ligne]
- 2010, aux éditions Le Bruit du Temps, traduction de Jean-Baptiste de Seynes, illustré de photographies en couleurs[8]  (ISBN 9782358730198)